# Rok kněží
Rok kněží je v katolické církvi období stanovené od 19. června 2009 do 11. června 2010 u příležitosti 150. výročí úmrtí svatého Jana Marie Vianneye. Byl vyhlášen papežem Benediktem XVI. 16. března 2008.
Tématem Roku kněží se stala „Kristova věrnost, věrnost kněze“.
Oslavy Roku kněží uzavřel Benedikt XVI. při slavnostní mši na Svatopetrském náměstí v Římě 11. června 2010.